# Lepidodactylus paurolepis
Lepidodactylus paurolepis este o specie de șopârle din genul Lepidodactylus, familia Gekkonidae, descrisă de Ota, Fisher și Ineich 1995. Conform Catalogue of Life specia Lepidodactylus paurolepis nu are subspecii cunoscute.